# Al-Shabaab
Harakat al-Shebab Mugahid ("Phong trào Chiến sĩ Thanh niên"), thường được gọi là al-Shebab (tiếng Ả Rập: الشباب, "Thanh niên" hay "Giới trẻ") là một nhóm nổi dậy Hồi giáo tại Somalia trong cuộc Nội chiến Somalia. Tại thời điểm mùa hè năm 2009 nhóm này kiểm soát hầu hết các phần phía nam của Somalia, bao gồm cả "một đường cỏ lớn" của thủ đô, Mogadishu, nơi nhóm này áp đặt luật saria dưới hình thức khắc nghiệt của riêng mình. Ước tính lực lượng al-Shebab, tính tới tháng 12 năm 2006, vào khoảng từ 3.000 đến 7.000. Tháng 9 năm 2013, nhóm đã thực hiện vụ tấn công Trung tâm thương mại West Gate, Nairobi, Kenya làm 68 người thiệt mạng để trả đũa việc quân đội Kenya tấn công tại Somalia.